# Космос-70
Ко́смос-70 («ДС-А1» № 7) — советский научно-исследовательский спутник серии космических аппаратов «Космос» типа «ДС-А1», запущенный для изучение уровня естественного радиационного фона в околоземном космическом пространстве.
Космические аппараты серии «ДС-А1» являлись типом спутников двойного назначения, разработанных в ОКБ-586 (ныне «КБ Южное»).
Кроме данного спутника было запущено ещё 3 космических аппарата (Космос-11, Космос-17 и Космос-53) и ещё три запуска (два в 1963 году и один в 1965 году) были неудачными.

## История создания
В декабре 1959 года создается Межведомственный научно-технический совет по космическим исследованиям при Академии Наук СССР во главе с академиком М. В. Келдышем, на который возлагается разработка тематических планов по созданию космических аппаратов, выдача основных тематических заданий, научно-техническая координация работ по исследованию и освоению верхних слоев атмосферы и космического пространства, подготовка вопросов организации международного сотрудничества в космических исследованиях.
Членом Президиума Межведомственного научно-технического совета по космическим исследованиям утверждается М. К. Янгель. В области прикладных задач проведения подобных работ было поручено НИИ-4 Министерства обороны СССР.
В 1962 году в программу второй очереди пусков ракеты-носителя «63С1», были включены космические аппараты «ДС-А1», «ДС-П1», «ДС-МТ» и «ДС-МГ».

## Особенности конструкции
Научный аппаратный комплекс космического аппарата «Космос-70» включал в себя:
- Комплекс ЛЗ для обнаружения и исследования фотонных пакетов в составе:

 — широковолновой интенсиметр гамма-излучения ЛЗ-1
 — интенсиметр рентгеновского излучения ЛЗ-3Р
 — счётчик фотонных пакетов гейгеровского типа ЛЗ-3
 — счётчик фотонных пакетов по энергетическим уровням ЛЗ-4
- Аппаратура КС-21 для изучения состава и энергетического спектра ионизирующих излучений в радиационных поясах Земли в составе:

 — прибор НФ
 — прибор ВНФ
- Комплекс «Альбатрос» для исследования ионизирующих излучений в составе:

 — радиометр РИГ-01
 — гамма-спектрометр РИГ-104
 — гамма-спектрометр РИГ-105
 — радиометр нейтронов РИГ-404
 — бета-спектрометр РИГ-202
- Счётчик нейтронов ИКД-62 для регистрации потоков нейтронов в широком диапазоне энергий.

Космические аппараты с порядковыми номерами № 5, 6 и 7 были изготовлены на Пермском машиностроительном заводе им. Ленина по технической документации и с привлечением инженеров ОКБ-586.

### Запуск
Космический аппарат «Космос-70» был запущен 2 июля 1965 года ракета-носителем «63С1» со 2-й пусковой установки стартовой площадки «Маяк-2» (№ 86) космодрома Капустин Яр.

### Цель полёта
Постановщиком экспериментов по исследованию ионосферы стали:
- Институт земного магнетизма, ионосферы и распространения радиоволн АН СССР (ныне — ИЗМИРАН);
- Институт прикладной геофизики АН СССР (ныне Институт прикладной геофизики им. Академика Е. К. Фёдорова;
- Институт физики Земли (ныне Институт физики Земли им. О. Ю. Шмидта);
- НИИЯФ МГУ[1].

Задачами космического аппарата являлись:
- изучение уровня естественного радиационного фона в околоземном космическом пространстве
- исследование излучений, возникающих при ядерных взрывах на больших высотах
- отработка методов и средств обнаружения высотных ядерных взрывов, получение данных для создания необходимой аппаратуры для их обнаружения и анализа
- определение концентрации ионов и изучение распространения радиоволн в ионосфере.

### Результаты эксперимента
Спутник проработал до 18 декабря 1966 года.
В ходе эксперимента были решены задачи обнаружения и определения мощности и района высотных ядерных взрывов. Результаты работы специальной аппаратуры спутника были использованы при разработке аппаратуры обнаружения ядерных взрывов из космоса.
В США подобная аппаратура отрабатывалась в 1963—1964 годах на спутниках типа «Вела Хоутел», работавших на гораздо более высоких околоземных орбитах высотой порядка 100—200 тыс. км над Землей.